# Белоногово (Амурская область)
Белоно́гово — село в Серышевском районе Амурской области, Россия. Входит в Озёрненский сельсовет.

## География
Село Белоногово стоит вблизи Транссибирской магистрали, в 4 км к северу от районного центра пос. Серышево.

## История
Село Белоногово было основано переселенцами с Енисейской губернии в 1867 году. Основателем села был крестьянин Белоногов Леонтий Андреевич с сыновьями Иваном, Павлом, Прокопием, Михаилом и Иннокентием. До того как переселиться в Амурскую область, Белоноговы проживали в Абаканской волости, Минусинский уезд, село Никольское.

## Население
| 2002  | 2010  | 2012 | 2013 | 2014 | 2015 | 2016  |
| ----- | ----- | ---- | ---- | ---- | ---- | ----- |
| 890   | ↘709  | ↘706 | ↗737 | ↗801 | ↗914 | ↗1051 |
| 2017  | 2018  |      |      |      |      |       |
| ↗1226 | ↗1345 |      |      |      |      |       |